# Club Mix - Material Girl, Angel & Into the Groove
Club Mix - Material Girl, Angel & Into the Groove è un EP della cantautrice statunitense Madonna, pubblicato solo in Giappone nel 1985 a scopo promozionale per l'album Like a Virgin.

## Tracce
1. Material Girl (Extended Dance Remix)
2. Into the Groove (Original Version)
3. Angel (Extended Dance Mix)